# 孫德巴赫河 (埃爾瑟河支流)
52°11′37″N 8°34′13″E / 52.19361°N 8.57028°E
孫德巴赫河（德語：Sunderbach），是德國的河流，位於該國西部，處於北萊茵-威斯特法倫州，屬於埃爾瑟河的左支流，河道全長2.5公里，流域面積1.6平方公里。